# 왕큰머리땃쥐
왕큰머리땃쥐(Paracrocidura maxima)는 땃쥐과에 속하는 포유류의 일종이다. 부룬디와 콩고민주공화국, 르완다 그리고 우간다에서 발견된다. 자연 서식지는 아열대 또는 열대 기후 지역의 습윤 저지대 숲과 습윤 산지 숲 그리고 습지이다. 서식지 감소로 멸종 위협을 받고 있다.